# Chloroclystis conversa
Chloroclystis conversa är en fjärilsart som beskrevs av W. Warren 1897. Chloroclystis conversa ingår i släktet Chloroclystis och familjen mätare. Inga underarter finns listade i Catalogue of Life.